# Lubina (Kopřivnice)
Lubina – część miasta Kopřivnice w kraju morawsko-śląskim, w powiecie Nowy Jiczyn w Czechach. Obejmuje dwie dawne wsie i gminy katastralne Drnholec nad Lubinou i Větřkovice u Lubiny o łącznej powierzchni 8,04 km². Obie wsie położone są około 2 kilometry na północny wschód od centrum miasta, nad rzeką Lubiną, od której dzielnica wzięła swoją nazwę po połączeniu w 1959 roku, w granicach historycznego regionu Moraw i regionu etnograficznego Lasko.

## Historia

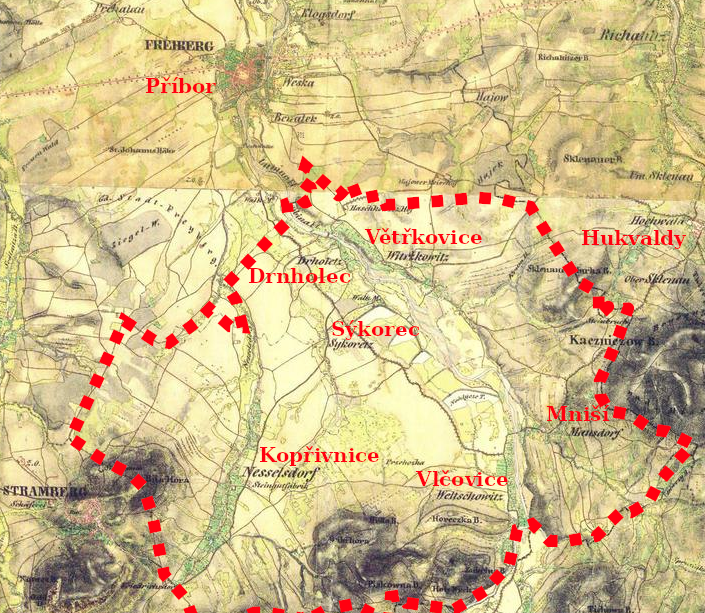
Miejscowości wchodzące dziś w granice miasta Kopřivnice na mapie z połowy XIX wieku

Około 1230 roku król czeski Przemysł Ottokar I podarował swemu dyplomacie Arnoldowi z Hückeswagen rozległe obszary za Bramą Morawską między Odrą a Beskidem Morawsko-Śląskim i między Starym Jiczinem a rzeką Ostrawicą. Rycerz Arnold w pierwszej kolejności założył zamek Hukvaldy i miasto Příbor jako centrum dla swych włości. Celem dalszej kolonizacji zaprosił benedyktynów z Velehradu. Przypuszcza się, że założyli oni wieś Theodorici villa, po raz pierwszy wzmiankowaną w 1302 roku. W 1347 była już jednak opustoszała, w 1389 wymieniony jest jednak Hanuš z Dětřichovic. W XV wieku funkcjonował tu nigdy niewzmiankowany w źródłach gródek, którego ślady odkryto w 1975 roku. Miejscowość była w posiadaniu velehradskiego klasztora do 1437, odtąd w granicach biskupiego państwa hukwaldzkiego aż do nowoczesnej reformy administracyjne w dobie Wiosny Ludów w 1848 roku. Z pierwotnej wsi Theodorici villa (Dětřichovice) rozwinęły się aż 3 miejscowości: Větřkovice (na prawym brzegu Lubiny), Drnholec (na lewym brzegu Lubiny, pierwsza wzmianka w 1347) i Mniší (kilka kilometrów na południowy wschód, na prawym brzegu Lubiny).
W 1789 po raz pierwszy wzmiankowano niewielką osadę Sýkorec nad potokiem Sýkoreček. Pod koniec XIX wieku wybudowano tu drewnianą kapliczę z krzyżem i dzwonnicą. W 1835 Větřkovice liczyły 402 mieszkańców, Drnholec 219 a Sýkorec 110.
Według austriackiego spisu ludności z 1900 r. Drholec z osadą Sykorec liczył 566 mieszkańców (444 w Drholcu, 122 w Sykorcu) zamieszkałych w 78 domach, na obszarze 337 hektarów, natomiast Větřkovice liczyły 484 mieszkańców w 68 domach na obszarze 445 hektarów. Wszyscy mieszkańcy byli katolikami, w większości czeskojęzycznymi (zobacz gwary laskie; jedynie 18 osób w Drholcu posługiwało się językiem niemieckim).
W 1952 włączono ostatecznie osadę Sýkorec do Drnholca. Větřkovice i Drnholec nad Lubinou zostały połączone administracyjnie jako Lubina 1 stycznia 1959 roku. Lubina została włączona do Kopřivnicy w 1979 roku.